# At the National Grid
At the National Grid è il sesto album in studio del gruppo The Bats, pubblicato nel 2005.

## Tracce
Testi e musiche di Robert Scott/The Bats, eccetto dove indicato.
1. Western Isles – 2:49
2. Horizon – 4:43
3. Hubert – 2:11
4. The Bells Are Ringing – 3:31
5. Single File – 3:02
6. Pre War Blues – 4:37
7. The Rays – 3:13
8. Things I Can't Leave Behind – 2:56
9. Mir (Kaye Woodward) – 3:27
10. Up To The Sky – 2:56
11. We Do Not Kiss The Ones We Kick – 2:19
12. The Flowers And The Trees – 3:57
13. Crazy Crowd – 2:59

Durata totale: 42:40

## Musicisti
- Paul Kean (basso, voce, cori)
- Malcolm Grant (batteria)
- Robert Scott (voce, chitarra, pianoforte)
- Kaye Woodward (voce, chitarra)